# غوردون كوك
غوردون كوك هو متسابق يخت كندي، ولد في 3 ديسمبر 1978 في تورونتو في كندا.

## وصلات خارجية
- غوردون كوك على موقع أوليمبيديا (الإنجليزية)